# Steve Archibald
Steve Archibald (Glasgow, 27 de setembre de 1956) és un destacat exfutbolista professional escocès dels anys 80, que va jugar, entre d'altres equips, al FC Barcelona.

## Biografia
Jugava de davanter centre. Començà la seva trajectòria esportiva en diversos equips escocesos fins que signà per l'Aberdeen FC l'any 1977. Tres anys més tard signà per l'equip londinenc del Tottenham Hotspur FC, on guanyà dues copes angleses i una copa de la UEFA el 1984. Marcà 77 gols en 189 partits amb els Spurs, cosa que el portà a fitxar pel FC Barcelona l'any 1984. Al Barça gaudí de dues bones primeres temporades, amb una lliga i una final de la Copa d'Europa, però el fitxatge de Gary Lineker i Mark Hughes el portaren fora de l'equip (hi havia un límit de dos estrangers per plantilla). Fou cedit al Blackburn Rovers FC i posteriorment signà per l'Hibernian FC escocès. L'any 1990 retornà breument al futbol català, signant amb el RCD Espanyol a mitjan temporada. Acabà la seva trajectòria de nou a Gran Bretanya en equips de menor nivell.

### Internacional
El 1980 debutà amb la selecció escocesa on jugà fins al 1986. Amb la selecció disputà dues edicions de la Copa del Món (1982 i 1986). En total hi disputà 27 partits, en els quals marcà 4 gols. Un cop retirat començà la seva carrera com a entrenador en equips modestos escocesos.

### Política
El setembre de 2014, poc abans de la celebració del Referèndum per la independència d'Escòcia de 2014 es va manifestar obertament a favor de la independència d'Escòcia.

## Trajectòria esportiva
Com a jugador
- Fernhill Athletic (categories inferiors)
- Clyde: 1974-77, 65 partits, 7 gols
- Aberdeen FC: 1977-80, 76 partits, 30 gols
- Tottenham Hotspur FC: 1980-84, 131 partits, 58 gols
- FC Barcelona: 1984-88, 55 partits, 24 gols
- Blackburn Rovers FC (cedit): 1987-88, 20 partits, 6 gols
- Hibernian FC: 1988-90, 44 partits, 15 gols
- RCD Espanyol: 1990
- St Mirren: 1990-91, 16 partits, 2 gols
- Clyde: 1992, 1 partits, 0 gols
- Fulham FC: 1992, 2 partits, 0 gols
- East Fife: 1994-96, 49 partits, 7 gols

Com a entrenador
- East Fife: 1994-96
- Airdrieonians: 2000-01

## Palmarès
Com a jugador
- 1 Lliga escocesa de futbol: 1980
- 2 Copa anglesa de futbol: 1981, 1982
- 1 Community Shield: 1982
- 1 Copa de la UEFA: 1984
- 1 Lliga espanyola de futbol: 1985
- 1 Copa de la Lliga: 1986
- Subcampió de la Lliga de Campions de la UEFA: 1986
- Inclòs al Scottish Football Hall of Fame 2009